# The Stage
The Stage is het zevende studioalbum van de Amerikaanse band Avenged Sevenfold.
Het album was aanvankelijk aangekondigd als Voltaic Oceans door Chris Jericho, een vriend van zanger M. Shadows. Dit hadden ze samen afgesproken omdat Avenged Sevenfold het album uit het niets wilde laten uitkomen. Het is het eerste album waarop drummer Brooks Wackerman te horen is als vervanger van Arin Ilejay.

## Nummers
| 1.                 | The Stage         | 8:32  |
| 2.                 | Paradigm          | 4:18  |
| 3.                 | Sunny Disposition | 6:41  |
| 4.                 | God Damn          | 3:41  |
| 5.                 | Creating God      | 5:34  |
| 6.                 | Angels            | 5:40  |
| 7.                 | Simulation        | 5:30  |
| 8.                 | Higher            | 6:28  |
| 9.                 | Roman Sky         | 5:00  |
| 10.                | Fermi Paradox     | 6:30  |
| 11.                | Exist             | 15:41 |
| Totale duur: 73:35 |                   |       |

| 1.                 | Dose                                               | 4:58 |
| 2.                 | Retrovertigo (Mr. Bungle-cover)                    | 4:39 |
| 3.                 | Malagueña Salerosa                                 | 4:15 |
| 4.                 | Runaway (Del Shannon-cover, met Warren Fitzgerald) | 2:49 |
| 5.                 | As Tears Go By (The Rolling Stones-cover)          | 2:54 |
| 6.                 | Wish You Were Here (Pink Floyd-cover)              | 5:14 |
| 7.                 | God Only Knows (The Beach Boys-cover)              | 3:34 |
| 8.                 | The Stage                                          | 9:16 |
| 9.                 | Paradigm                                           | 4:43 |
| 10.                | Sunny Disposition                                  | 9:32 |
| 11.                | God Damn                                           | 4:43 |
| Totale duur: 56:37 |                                                    |      |

## Bezetting
- M. Shadows, zang
- Synyster Gates, sologitaar
- Zacky Vengeance, slaggitaar
- Brooks Wackerman, drums
- Johnny Christ, basgitaar